# Goldene Himbeere/Schlechteste Nebendarstellerin
Die Goldene Himbeere für die schlechteste Nebendarstellerin wird seit 1981 jährlich vergeben für die schauspielerischen Leistungen des vorhergehenden Jahres.

## Schlechteste Nebendarstellerin 1981 bis 1989

### 1981
- Amy Irving für On the Road Again (OT: Honeysuckle Rose, alternativer OT: On The Road Again)

Außerdem nominiert:
- Elizabeth Ashley für L ist nicht nur Liebe (OT: Windows)
- Georg Stanford Brown für Zwei wahnsinnig starke Typen (OT: Stir Crazy)
- Betsy Palmer für Freitag, der 13. (OT: Friday The 13th)
- Marilyn Sokol für Supersound und flotte Sprüche (OT: Can't Stop The Music)

### 1982
- Diana Scarwid für Meine liebe Rabenmutter (OT: Mommie Dearest)

Außerdem nominiert:
- Rutanya Alda für Meine liebe Rabenmutter (OT: Mommie Dearest)
- Mara Hobel für Meine liebe Rabenmutter (OT: Mommie Dearest)
- Farrah Fawcett für Auf dem Highway ist die Hölle los (OT: The Cannonball Run)
- Shirley Knight für Endlose Liebe (OT: Endless Love)

### 1983
- Aileen Quinn für Annie (OT: Annie)

Außerdem nominiert:
- Rutanya Alda für Amityville 2 – Der Besessene (OT: Amityville II: The Possession)
- Colleen Camp für Tele-Terror (OT: The Seduction)
- Dyan Cannon für Das Mörderspiel (OT: Deathtrap)
- Lois Nettleton für Butterfly – Der blonde Schmetterling, Alternativtitel Der Richter von Nevada (OT: Butterfly)

### 1984
- Sybil Danning für Das Frauenlager (OT: Chained Heat) und für Herkules (OT: Hercules)

Außerdem nominiert:
- Bibi Besch für Karriere durch alle Betten (OT: The Lonely Lady)
- Finola Hughes für Staying Alive (OT: Stayin' Alive)
- Amy Irving für Yentl (OT: Yentl)
- Diana Scarwid für Das Geheimnis von Centreville (OT: Strange Invaders)

### 1985
- Lynn-Holly Johnson für Beach Parties (Where The Boys Are '84)

Außerdem nominiert:
- Susan Anton für Auf dem Highway ist wieder die Hölle los (Cannonball Run II)
- Olivia d’Abo für Ekstase (Bolero) und für Conan der Zerstörer (Conan The Destroyer)
- Marilu Henner für Auf dem Highway ist wieder die Hölle los (Cannonball Run II)
- Diane Lane für Cotton Club (The Cotton Club) und für Straßen in Flammen (Streets Of Fire)

### 1986
- Brigitte Nielsen für Rocky IV – Der Kampf des Jahrhunderts (OT: Rocky IV)

Außerdem nominiert:
- Sandahl Bergman für Red Sonja (OT: Red Sonja)
- Marilu Henner für Perfect (OT: Perfect) und für Rhapsodie in Blei (OT: Rustler’s Rhapsody)
- Julia Nickson für Rambo II – Der Auftrag (OT: Rambo: First Blood Part II)
- Talia Shire für Rocky IV – Der Kampf des Jahrhunderts (OT: Rocky IV)

### 1987
- Dom DeLuise für Hochzeitsnacht im Geisterschloß (OT: Haunted Honeymoon) für seine Rolle als Frau

Außerdem nominiert:
- Louise Fletcher für Invasion vom Mars (OT: Invaders From Mars)
- Zelda Rubinstein für Poltergeist II – Die andere Seite (OT: Poltergeist II)
- Beatrice Straight für Power – Weg zur Macht (OT: Power)
- Kristin Scott Thomas für Under the Cherry Moon – Unter dem Kirschmond (OT: Under The Cherry Moon)

### 1988
- Daryl Hannah für Wall Street (OT: Wall Street)

Außerdem nominiert:
- Gloria Foster für Bill Cosby – Die Superkanone (OT: Leonard – Part 6)
- Mariel Hemingway für Superman IV – Die Welt am Abgrund (OT: Superman IV – The Quest For Peace)
- Grace Jones für Siesta (OT: Siesta)
- Isabella Rossellini für Siesta (OT: Siesta) und für Harte Männer tanzen nicht (OT: Tough Guys Don't Dance)

### 1989
- Kristy McNichol für Two Moon Junction (OT: Two Moon Junction)

Außerdem nominiert:
- Eileen Brennan für Pippi Langstrumpfs neueste Streiche (OT: The New Adventures Of Pippi Longstocking)
- Daryl Hannah für High Spirits (OT: High Spirits)
- Mariel Hemingway für Sunset – Dämmerung in Hollywood (OT: Sunset)
- Zelda Rubinstein für Poltergeist III – Die dunkle Seite des Bösen (OT: Poltergeist III)

## Schlechteste Nebendarstellerin 1990 bis 1999

### 1990
- Brooke Shields für Cannonball Fieber – Auf dem Highway geht’s erst richtig los (OT: Speed Zone!) für ihre Rolle als Brooke Shields

Außerdem nominiert:
- Angelyne für Zebo, der Dritte aus der Sternenmitte (OT: Earth Girls Are Easy)
- Anne Bancroft für Singende Kumpel haben’s schwer (OT: Bert Rigby, You're A Fool)
- Madonna für Bluthunde am Broadway (OT: Bloodhounds Of Broadway)
- Kurt Russell für Tango und Cash (OT: Tango & Cash) für seine Rolle als Frau

### 1991
- Sofia Coppola für Der Pate III (OT: The Godfather Part III)

Außerdem nominiert:
- Roseanne Barr für Kuck mal, wer da spricht 2 (OT: Look Who’s Talking Too) für ihre Synchronisierung des Babys
- Kim Cattrall für Fegefeuer der Eitelkeiten (OT: The Bonfire Of The Vanities)
- Julie Newmar für Mein Geist will immer nur das Eine … (OT: Ghosts Can’t Do It)
- Ally Sheedy für Familienehre (OT: Betsy’s Wedding)

### 1992
- Sean Young für Der Kuß vor dem Tode (OT: A Kiss Before Dying) für ihre Rolle als nicht überlebender Teil eines Zwillingspärchens. Sean Young bekam für diese Doppel auch die Goldene Himbeere als schlechteste Darstellerin

Außerdem nominiert:
- Sandra Bernhard für Hudson Hawk – Der Meisterdieb (OT: Hudson Hawk)
- John Candy für Valkenvania – Die wunderbare Welt des Wahnsinns (OT: Nothing But Trouble) für seine Rolle als Frau
- Julia Roberts für Hook (OT: Hook)
- Marisa Tomei für Oscar – Vom Regen in die Traufe (OT: Oscar)

### 1993
- Estelle Getty für Stop! Oder meine Mami schießt! (OT: Stop! Or My Mom Will Shoot!)

Außerdem nominiert:
- Ann-Margret für Die Zeitungsjungen (OT: Newsies, alternativer OT: News Boys)
- Tracy Pollan für Sanfte Augen lügen nicht, Alternativtitel Strangers (OT: A Stranger Among Us)
- Jeanne Tripplehorn für Basic Instinct (OT: Basic Instinct)
- Sean Young für Es war einmal ein Mord – 7 Gauner und ein Dackel, Alternativtitel Es war einmal ein Mord (OT: Once Upon A Crime)

### 1994
- Faye Dunaway für Die Aushilfe (OT: The Temp)

Außerdem nominiert:
- Anne Archer für Body of Evidence (OT: Body Of Evidence)
- Sandra Bullock für Demolition Man – Ein eiskalter Bulle (OT: Demolition Man)
- Colleen Camp für Sliver (OT: Sliver)
- Janine Turner für Cliffhanger – Nur die Starken überleben (OT: Cliffhanger)

### 1995
- Rosie O’Donnell für Wagen 54 bitte melden! (OT: Car 54, Where Are You?) und für Undercover Cops, Alternativtitel Insel der geheimen Wünsche (OT: Exit To Eden) und für Flintstones – Die Familie Feuerstein (OT: The Flintstones)

Außerdem nominiert:
- Kathy Bates für North, Alternativtitel Eltern nach Maß (OT: North)
- Elizabeth Taylor für Flintstones – Die Familie Feuerstein (OT: The Flintstones)
- Lesley Ann Warren für Color of Night (OT: Color Of Night)
- Sean Young für Even Cowgirls Get the Blues, Alternativtitel Cowgirl Blues (OT: Even Cowgirls Get The Blues)

### 1996
- Madonna für Four Rooms, Alternativtitel Silvester in fremden Betten (OT: Four Rooms)

Außerdem nominiert:
- Amy, der sprechende Gorilla für Congo (OT: Congo)
- Bo Derek für Tommy Boy – Durch dick und dünn (OT: Tommy Boy)
- Gina Gershon für Showgirls (OT: Showgirls)
- Lin Tucci (Henrietta Bazoom) für Showgirls (OT: Showgirls)

### 1997
- Melanie Griffith für Nach eigenen Regeln (OT: Mulholland Falls)

Außerdem nominiert:
- Faye Dunaway für Die Kammer (OT: The Chamber) und für Dunston – Allein im Hotel (OT: Dunston Checks In)
- Jami Gertz für Twister (OT: Twister)
- Daryl Hannah für Two Much – Eine Blondine zuviel (OT: Two Much)
- Teri Hatcher für Mississippi Delta – Im Sumpf der Rache (OT: Heaven’s Prisoners) und für 2 Tage in L. A. (OT: Two Days In The Valley)

### 1998
- Alicia Silverstone für Batman & Robin (OT: Batman & Robin)

Außerdem nominiert:
- Faye Dunaway für Albino Alligator (OT: Albino Alligator)
- Milla Jovovich für Das fünfte Element (OT: The Fifth Element)
- Julia Louis-Dreyfus für Fathers Day – Ein Vater zuviel (OT: Father’s Day)
- Uma Thurman für Batman & Robin (OT: Batman & Robin)

### 1999
- Maria Pitillo für Godzilla (OT: Godzilla)

Außerdem nominiert:
- Ellen Albertini Dow für Studio 54 (OT: 54)
- Jenny McCarthy für Die Sportskanonen (OT: BASE-ketball)
- Liv Tyler für Armageddon – Das jüngste Gericht (OT: Armageddon)
- Raquel Welch für Der Chaotenboss (OT: Chairman Of The Board)

## Schlechteste Nebendarstellerin von 2000 bis 2009

### 2000
- Denise Richards für James Bond 007 – Die Welt ist nicht genug (OT: The World Is Not Enough)

Außerdem nominiert:
- Sofia Coppola für Star Wars: Episode I – Die dunkle Bedrohung (OT: Star Wars: Episode I – The Phantom Menace)
- Salma Hayek für Wild Wild West (OT: Wild Wild West)
- Kevin Kline für Wild Wild West (OT: Wild Wild West) für seine Rolle als Prostituierte
- Juliette Lewis für Ganz normal verliebt (OT: The Other Sister)

### 2001
- Kelly Preston für Battlefield Earth – Kampf um die Erde (OT: Battlefield Earth)

Außerdem nominiert:
- Patricia Arquette für Little Nicky – Satan Junior (OT: Little Nicky)
- Joan Collins für Die Flintstones in Viva Rock Vegas (OT: The Flintstones In Viva Rock Vegas)
- Thandie Newton für Mission: Impossible II (OT: Mission: Impossible II)
- Rene Russo für Die Abenteuer von Rocky & Bullwinkle (OT: The Adventures Of Rocky & Bullwinkle)

### 2002
- Estella Warren für Driven (OT: Driven) und für Planet der Affen (OT: Planet Of The Apes)

Außerdem nominiert:
- Drew Barrymore für Freddy Got Fingered (OT: Freddy Got Fingered)
- Courteney Cox für Crime is King (OT: 3000 Miles To Graceland)
- Julie Hagerty für Freddy Got Fingered (OT: Freddy Got Fingered)
- Goldie Hawn für Stadt, Land, Kuss, Alternativtitel City, Sex & Country (OT: Town & Country)

### 2003
- Madonna für James Bond – Stirb an einem anderen Tag (OT: Die Another Day)

Außerdem nominiert:
- Lara Flynn Boyle für Men in Black II (OT: Men in Black II)
- Bo Derek für Meister der Verwandlung (OT: Master Of Disguise)
- Natalie Portman für Star Wars: Episode II – Angriff der Klonkrieger (OT: Star Wars: Episode II – Attack Of The Clones)
- Rebecca Romijn-Stamos für Rollerball (OT: Rollerball)

### 2004
- Demi Moore für 3 Engel für Charlie – Volle Power (OT: Charlie’s Angels: Full Throttle)

Außerdem nominiert:
- Lainie Kazan für Liebe mit Risiko – Gigli (OT: Gigli)
- Kelly Preston für Ein Kater macht Theater (OT: The Cat In The Hat)
- Brittany Murphy für Voll verheiratet (OT: Just Married)
- Tara Reid für Partyalarm – Finger weg von meiner Tochter (OT: My Boss’s Daughter)

### 2005
- Britney Spears für Fahrenheit 9/11 (OT: Fahrenheit 9/11)

Außerdem nominiert:
- Carmen Electra für Starsky & Hutch (OT: Starsky & Hutch)
- Jennifer Lopez für Jersey Girl (OT: Jersey Girl)
- Condoleezza Rice für Fahrenheit 9/11 (OT: Fahrenheit 9/11)
- Sharon Stone für Catwoman (OT: Catwoman)

### 2006
- Paris Hilton für House of Wax

Außerdem nominiert:
- Carmen Electra für Dirty Love
- Katie Holmes für Batman Begins
- Ashlee Simpson für Undiscovered
- Jessica Simpson für Ein Duke kommt selten allein (OT: The Dukes of Hazzard)

### 2007
- Carmen Electra für Date Movie (OT: Date Movie) und Scary Movie 4 (OT: Scary Movie 4)

Außerdem nominiert:
- Kate Bosworth für Superman Returns (OT: Superman Returns)
- Kristin Chenoweth für Blendende Weihnachten (OT: Deck the Halls), Der rosarote Panther (OT: The Pink Panther) und Die Chaoscamper (OT: RV)
- Jenny McCarthy für Rache ist sexy (OT: John Tucker Must Die)
- Michelle Rodríguez für BloodRayne (OT: BloodRayne)

### 2008
- Eddie Murphy für Norbit (OT: Norbit)

Außerdem nominiert:
- Jessica Biel für Chuck und Larry – Wie Feuer und Flamme (OT: I Now Pronounce You Chuck & Larry) und Next (OT: Next)
- Carmen Electra für Fantastic Movie (OT: Epic Movie)
- Julia Ormond für Ich weiß, wer mich getötet hat (OT: I Know Who Killed Me)
- Nicollette Sheridan für Code Name: The Cleaner (OT: Code Name: The Cleaner)

### 2009
- Paris Hilton für Repo! The Genetic Opera (OT: Repo: The Genetic Opera)

Außerdem nominiert:
- Carmen Electra für Disaster Movie (OT: Disaster Movie) und Meine Frau, die Spartaner und ich (OT: Meet the Spartans)
- Kim Kardashian für Disaster Movie (OT: Disaster Movie)
- Jenny McCarthy für Witless Protection (OT: Witless Protection)
- Leelee Sobieski für 88 Minuten (OT: 88 Minutes) und Schwerter des Königs – Dungeon Siege (OT: In the Name of the King: A Dungeon Siege Tale)

## Schlechteste Nebendarstellerin 2010 bis 2019

### 2010
- Sienna Miller in G.I. Joe – Geheimauftrag Cobra

Außerdem nominiert:
- Candice Bergen in Bride Wars – Beste Feindinnen
- Ali Larter in Obsessed
- Kelly Preston in Old Dogs – Daddy oder Deal
- Julie White in Transformers – Die Rache

### 2011
- Jessica Alba in The Killer Inside Me, in Meine Frau, unsere Kinder und ich, in Machete und in Valentinstag

Außerdem nominiert:
- Cher in Burlesque
- Liza Minnelli in Sex and the City 2
- Nicola Peltz in Die Legende von Aang
- Barbra Streisand in Meine Frau, unsere Kinder und ich

### 2012
- David Spade (als Monica) in Jack und Jill

Außerdem nominiert:
- Katie Holmes in Jack und Jill
- Rosie Huntington-Whiteley in Transformers 3
- Brandon T. Jackson (als Charmaine) in Big Mama’s Haus – Die doppelte Portion
- Nicole Kidman in Meine erfundene Frau

### 2013
- Rihanna in Battleship

Außerdem nominiert:
- Ashley Greene in Breaking Dawn – Biss zum Ende der Nacht, Teil 2
- Brooklyn Decker in Battleship und in Was passiert, wenn’s passiert ist
- Jennifer Lopez in Was passiert, wenn’s passiert ist
- Jessica Biel in Kiss the Coach und in Total Recall

### 2014
- Kim Kardashian in Temptation: Confessions of a Marriage Counselor

Außerdem nominiert:
- Salma Hayek in Kindsköpfe 2
- Katherine Heigl in The Big Wedding
- Lady Gaga in Machete Kills
- Lindsay Lohan in InAPPropriate Comedy und Scary Movie 5

### 2015
- Megan Fox in Teenage Mutant Ninja Turtles

Außerdem nominiert:
- Cameron Diaz in Annie
- Nicola Peltz in Transformers: Ära des Untergangs
- Bridgette Cameron Ridenour in Saving Christmas
- Susan Sarandon in Tammy – Voll abgefahren

### 2016
- Kaley Cuoco in Alvin und die Chipmunks: Road Chip (nur als Stimme) und Die Trauzeugen AG

Außerdem nominiert:
- Rooney Mara in Pan
- Michelle Monaghan in Pixels
- Julianne Moore in Seventh Son
- Amanda Seyfried in Alle Jahre wieder – Weihnachten mit den Coopers und Pan

### 2017
- Kristen Wiig in Zoolander 2

Außerdem nominiert:
- Julianne Hough in Dirty Grandpa
- Kate Hudson in Mother’s Day – Liebe ist kein Kinderspiel
- Aubrey Plaza in Dirty Grandpa
- Jane Seymour in Fifty Shades of Black
- Sela Ward in Independence Day: Wiederkehr

### 2018
- Kim Basinger in Fifty Shades of Grey – Gefährliche Liebe

Außerdem nominiert:
- Sofia Boutella in Die Mumie
- Laura Haddock in Transformers: The Last Knight
- Goldie Hawn in Mädelstrip
- Susan Sarandon in Bad Moms 2

### 2019
- Kellyanne Conway (als sie selbst) in Fahrenheit 11/9

Außerdem nominiert:
- Marcia Gay Harden in Fifty Shades of Grey – Befreite Lust
- Kelly Preston in Gotti
- Jaz Sinclair in Slender Man
- Melania Trump (als sie selbst) in Fahrenheit 11/9

## Schlechteste Nebendarstellerin seit 2020

### 2020
- Rebel Wilson in Cats

Außerdem nominiert:
- Jessica Chastain in X-Men: Dark Phoenix
- Cassi Davis in A Madea Family Funeral
- Judi Dench in Cats
- Fenessa Pineda in Rambo: Last Blood

### 2021
- Maddie Ziegler in Music

Außerdem nominiert:
- Glenn Close in Hillbilly-Elegie
- Lucy Hale in Fantasy Island
- Maggie Q in Fantasy Island
- Kristen Wiig in Wonder Woman 1984

### 2022
- Judy Kaye in Diana: Das Musical

Außerdem nominiert:
- Amy Adams in Dear Evan Hansen
- Sophie Cookson in Infinite – Lebe unendlich
- Erin Davie in Diana: Das Musical
- Taryn Manning in Every Last One of Them

### 2023
- Adria Arjona in Morbius

Außerdem nominiert:
- Lorraine Bracco in Pinocchio
- Penélope Cruz in The 355
- Fan Bingbing in The 355 & The King’s Daughter
- Mira Sorvino in Lamborghini: The Man Behind the Legend

### 2024
- Megan Fox in The Expendables 4

Außerdem nominiert:
- Kim Cattrall in Und dann kam Dad
- Bai Ling in Johnny & Clyde
- Lucy Liu in Shazam! Fury of the Gods
- Mary Stuart Masterson in Five Nights at Freddy’s

### 2025
- Amy Schumer in Unfrosted

Außerdem nominiert:
- Ariana DeBose in Argylle & Kraven the Hunter
- Lesley-Anne Down in Reagan
- Emma Roberts in Madame Web
- FKA Twigs in The Crow